# Nimbus 19 & 20 Nova
Nimbus 19 & 20 Nova var instegsbåten i Nimbus Boats Novaserie och till 2014 den enda båt Nimbus konstruerat för utombordsmotor.
19 Nova byggdes och såldes under åren 1993-1997, 20 Nova under åren 1998-2001. Nova 20 ersattes 2004 närmast av Nova 230 R.
Konstruktionen består av ett självlänsande dubbelt glasfiberskrov med en liten ruff med kojplats för två samt stuvutrymmen för packning. I standardutrustningen ingick bl.a. rostfri ratt, kabelstyrning, plats för sjökort, instrument och elpanel, brandsläckare, kapell över styrkonsolen, bränslemätare, lantärnor, teakbord samt belyst kompass.

## Tekniska data
| Modell              | 19 Nova | 20 Nova |
| ------------------- | ------- | ------- |
| Längd               | 6,0 m   | 6,2 m   |
| Bredd               | 2,4 m   | 2,3 m   |
| Vikt tom utan motor | 800 kg  | 800 kg  |
| Bränsletank         | 160 l   | 160 l   |
| Max motoreffekt     | 115 hkr | 150 hkr |
| Max fart            | 33 knop | 39 knop |